# Jablečný závin

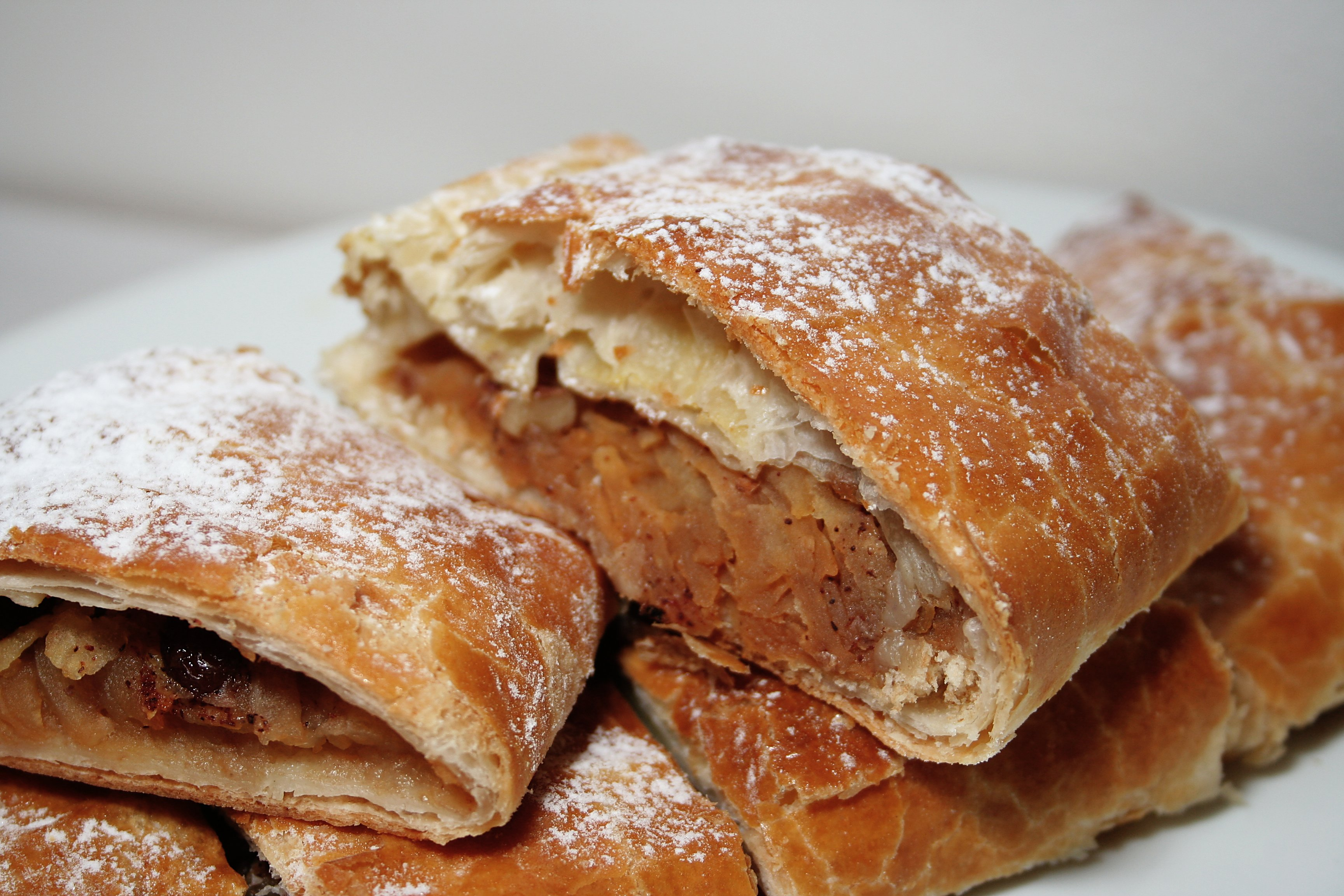
Jablečný závin

Jablečný závin neboli štrúdl či štrůdl, štrudle či štrúdle (z německého Apfelstrudel), je druh moučníku, který pochází z Rakouska a který je dále populární v České republice, v severní Itálii, Slovinsku a dalších zemích Evropy, které kdysi patřily k Rakousku-Uhersku. Existují však i jiné druhy závinů – například tvarohový, višňový, makový, a dokonce slané záviny se špenátem.

## Složení a příprava

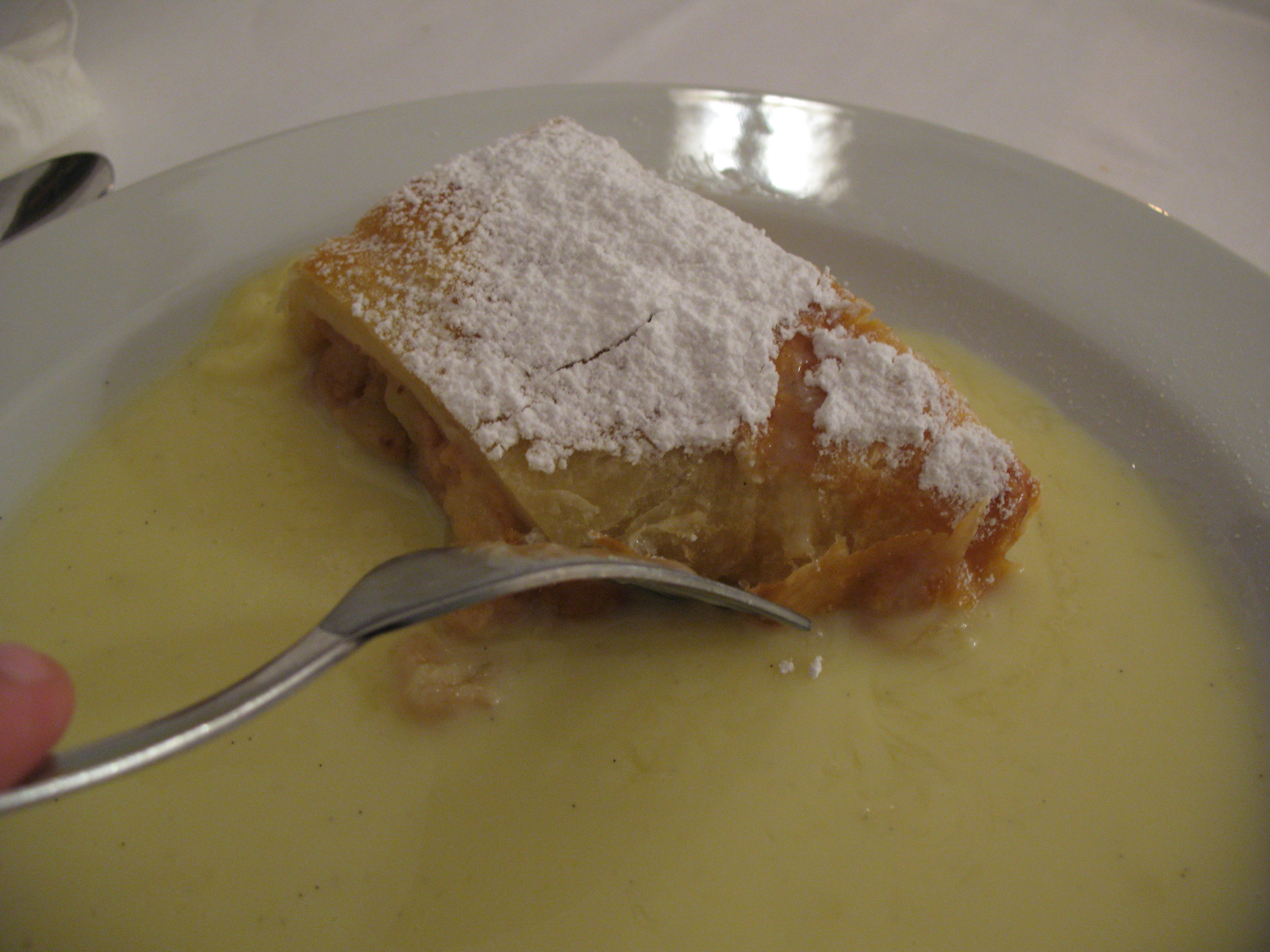
Hallstattský závin ve vanilkovém krému

Jablečný závin se skládá z podlouhlého plátu těsta s náplní z nakrájených nebo hrubě nastrouhaných jablek, cukru, skořice, rozinek a případně i strouhanky. Někdy se přidávají i vlašské ořechy či nasekané mandle. K ochucení se může použít rum. Před pečením se těsto s náplní zavine jako roláda.
Šťavnatý jablečný závin by se měl péci z kvalitních jablek, která jsou mírně natrpklá, svěží a aromatická.
Klasické těsto na jablečný závin lze (plnohodnotně) nahradit těstem listovým.

### Podávání
Hotový štrúdl se peče v troubě a většinou je podáván ještě teplý, posypaný moučkovým cukrem. V dalších zemích je také oblíbené podávat závin s vanilkovou zmrzlinou, šlehačkou nebo vanilkovým krémem.